# Xanthetis pardalina
Xanthetis pardalina är en fjärilsart som beskrevs av Rothschild 1936. Xanthetis pardalina ingår i släktet Xanthetis och familjen björnspinnare. Inga underarter finns listade i Catalogue of Life.